# Izba rzemieślnicza (PRL)
Izba rzemieślnicza (PRL) – organizacja samorządu gospodarczego i zawodowego ustanowiona ustawą z 1956 roku, powołana  w celu zapewnienia rzemiosłu pełnego udziału w życiu gospodarczym i społecznym, jak również w podnoszeniu na wyższy poziom działalności organizacji rzemieślniczych. Rzemiosłem w rozumieniu ustawy było zawodowe wykonywanie rzemiosła we własnym imieniu przez osobę fizyczną lub osobę prawną, nie będącą jednostką gospodarki uspołecznionej.  

## Zakres działania Izby
Do zakresu działania izb rzemieślniczych należało:
- reprezentowanie rzemiosła wobec władz i instytucji państwowych oraz organizacji politycznych i społecznych,
- badanie przejawów życia gospodarczego i zawodowego rzemiosła,
- przedstawianie właściwym władzom i instytucjom postulatów, wniosków i opinii dotyczących rzemiosła oraz sposobu wykonywania obowiązujących w tym zakresie przepisów prawnych,
- organizowanie samodzielnie lub łącznie z cechami i innymi organizacjami rzemieślniczymi działalności o charakterze gospodarczym,
- organizowanie i popieranie wystaw, pokazów, wzorcowni, jarmarków rzemieślniczych, konkursów, muzeów, instytucji badawczych,
- współdziałanie z właściwymi instytucjami w celu podnoszenia kwalifikacji zawodowych rzemieślników oraz zwiększania ich potencjału usługowego i produkcyjnego, prowadzenie i popieranie szkół i kursów rzemieślniczych, krzewienie i popieranie wynalazczości i racjonalizatorstwa wśród rzemieślników,
- prowadzenie i popieranie akcji socjalnej, kulturalno-oświatowej i wychowania fizycznego,
- czuwanie nad wykonywaniem przepisów o bezpieczeństwie i higienie pracy w zakładach rzemieślniczych,
- czuwanie nad wykonywaniem przepisów i zarządzeń regulujących sprawy uczniów rzemieślniczych,
- roztaczanie opieki nad młodzieżą rzemieślniczą przez ustanawianie stypendiów, prowadzenie i popieranie burs i internatów, organizowanie obozów wczasowych,
- przeprowadzanie egzaminów czeladniczych i mistrzowskich przez powoływane w tym celu komisje,
- wyznaczanie rzeczoznawców do wydawania opinii w zakresie spraw dotyczących rzemiosła,
- przedstawianie kandydatów w przypadkach, w których udział przedstawicieli rzemiosła przewidują obowiązujące przepisy,
- zbieranie i opracowywanie danych statystycznych dotyczących rzemiosła,
- sprawowanie nadzoru nad działalnością cechów.

## Organy Izby
Organami izby rzemieślniczej były:
- rada,
- zarząd,
- komisja rewizyjna,
- sąd izby.

## Fundusze Izby
Fundusze izby składały się z:
- opłat za świadczenia i czynności,
- dochodów z własnego majątku,
- dochodów nadzwyczajnych,
- dotacji Skarbu Państwa.

## Statut Izby
Statut izby określał:
- siedzibę izby,
- szczegółowy zakres działania izby,
- liczbę radców izby oraz ich zastępców,
- liczbę, funkcje i tryb wyboru członków zarządu, komisji rewizyjnej i sądu,
- prawa i obowiązki radców oraz członków zarządu, komisji rewizyjnej i sądu,
- zakres działania organów izby,
- tryb powoływania dyrektora izby i jego zakres działania,
- sposób reprezentowania izby,
- tryb zwoływania posiedzeń rady izby i innych jej organów oraz warunki prawomocności ich uchwał,
- sposób wydawania regulaminów komisji egzaminacyjnych, czeladniczych, mistrzowskich i innych.

## Związek Izb  Rzemieślniczych
Izby rzemieślnicze zrzeszały się w Związku Izb Rzemieślniczych. Związek Izb Rzemieślniczych posiadał osobowość prawną.
Do zakresu działania Związku Izb Rzemieślniczych należało:
- reprezentowanie rzemiosła wobec naczelnych władz i instytucji państwowych oraz organizacji politycznych i społecznych,
- badanie, opiniowanie, inicjowanie i prowadzenie działalności gospodarczej i zawodowej rzemiosła na tle jego zadań i potrzeb gospodarki narodowej,
- koordynacja i nadzorowanie działalności izb rzemieślniczych,
- inicjowanie i prowadzenie działalności wydawniczej w zakresie zagadnień rzemiosła.